# Eugenics at Bar 'U' Ranch
Eugenics at Bar 'U' Ranch è un cortometraggio muto del 1914 diretto da Marshall Farnum.

## Produzione
Il film fu prodotto dalla Selig Polyscope Company.

## Distribuzione
Distribuito dalla General Film Company, il film - un cortometraggio in una bobina - uscì nelle sale cinematografiche statunitensi il 9 giugno 1914.